# Anna zu Stolberg-Wernigerode
Gräfin Anna zu Stolberg-Wernigerode (* 6. September 1819 in Peterswaldau, Kreis Reichenbach, Provinz Schlesien; † 17. Februar 1868 in Berlin) war eine deutsche Diakonissin. Sie war Oberin zu Bethanien.

## Leben
Anna war das achte Kind des Grafen Anton zu Stolberg-Wernigerode und kam im schlesischen Peterswaldau zur Welt. Bereits als Kind wurde der Sinn für Wohltätigkeit in ihr geweckt. 1834 folgte sie ihren Eltern nach Düsseldorf, wo diese ein Jahr später eine Kleinkinderschule und 1836 den ersten rheinisch-westfälischen Diakonissenvereins in Unterstützung von Theodor Fliedner in Kaiserswerth gründeten. So lernte Anna Gräfin zu Stolberg-Wernigerode das Werk Fliedners von den Anfängen an kennen. Von 1837 bis 1840 lebte sie in Magdeburg und danach in Berlin, wo sie das neugegründete Diakonissen-Mutterhaus besuchte. 1854 wurde sie dort Diakonissin und stellvertretende Leiterin. Nach dem Tod von Marianne von Rantzau Anfang 1855 übernahm sie als zweite Oberin die Leitung von Bethanien, wo sie bis zum Lebensende wirkte. Sie zog sich während der ostpreußischen Hungerkatastrophe 1868 im Dienst eine Flecktyphusinfektion zu, der sie erlag. 